# FSC Star

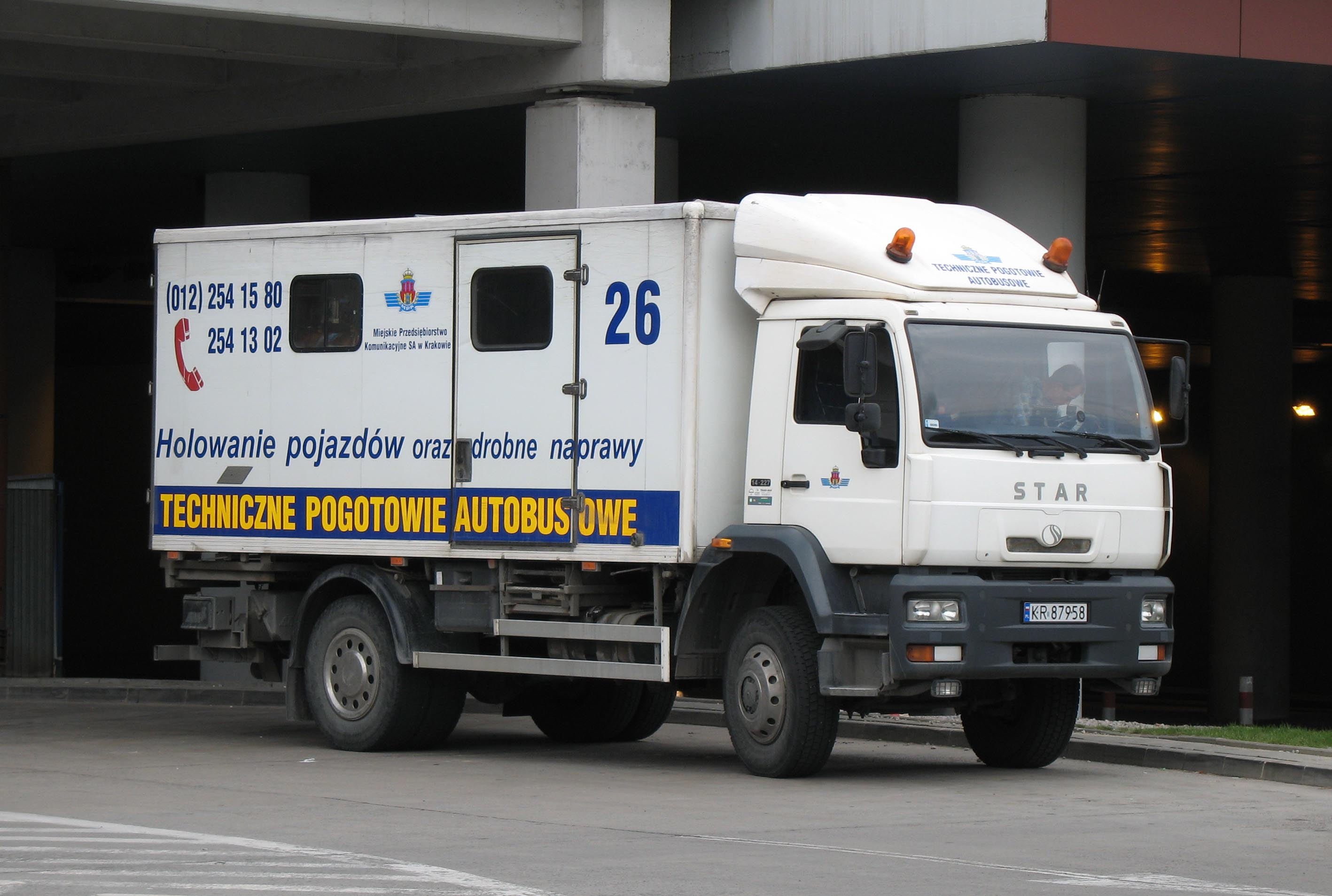
Star S2000

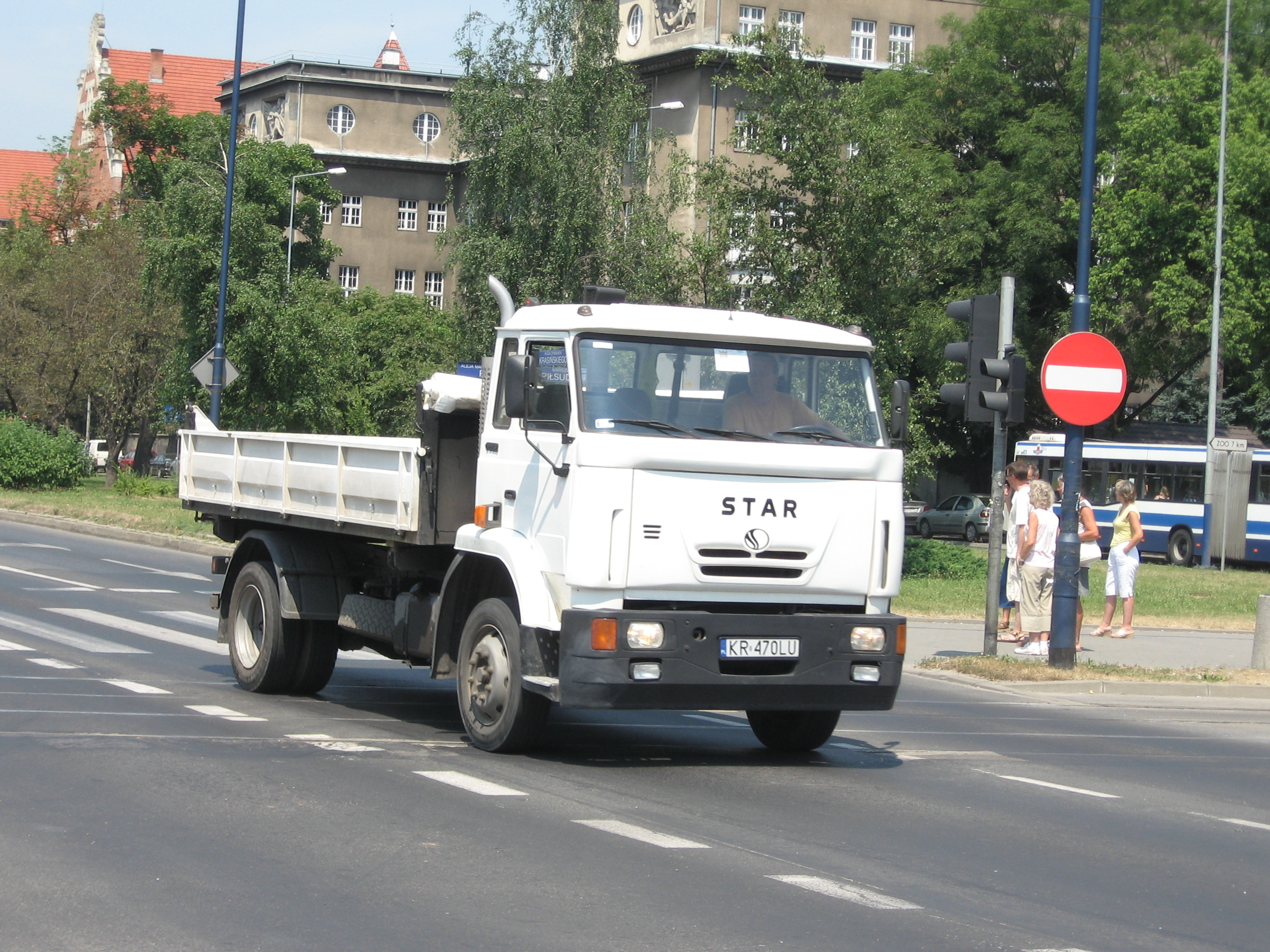
Star 1142

La Fábrica de camiones "Star" fue un productor polaco de transportes a motor diésel. Su nombre viene de la ciudad de Starachowice, donde la fábrica está asentada. Su primer vehículo fue el camión Star 20 en 1948. Su camión más popular sería el camión Star 266. El modelo Star 266 le ofrecía a sus propietarios muy buena calidad y motores poderosos por un muy bajo precio, lo que le situó en varios mercados de muchos países del antiguo bloque oriental por muchos años, y no solo en ellos; por ejemplo también en países como Yemen, Siria, China, Mongolia y en otras naciones comunistas como Cuba. Por años la FSC Star sería una empresa de propiedad estatal . Ahora las instalaciones y productos de la FSC Star son de propiedad de la firma alemana MAN AG.

## Historia
Las instalaciones actuales datan del año de 1948, y eran ya usadas por la Planta de Trabajos Mecánicos en la ciudad de Starachowice; establecida anteriormente en 1920. Su producción en el momento discurría entre cañones y las partes de metalistería para los automóviles manufacturados por las marcas Lilpop, Rau y Lōwestein, todas estas basadas en Varsovia. Recibieron luego el nombre de la Planta de fabricación de camiones, entonces llamada Félix Dzerzhinsky, y situada en Starachowice. 
Allí se manufacturaban ya camiones bajo la marca "Star". Muchos de los camiones "Star" eran exportados durante la era comunista de Polonia a las naciones del Bloque oriental, así como a países como Egipto, Yemen, Tailandia, Siria, Cuba, Angola y su uso más extendido fue el de transporte militar. 
En 1991, dicho establecimiento se había transformado en una compañía que se redesignaría como Planta Starachowicki STAR SA. A mediados de los años 90, el control de dicha compañía sería tomado por la empresa "Centro Principe Sobiesław SA". Este fue un intento fallido de tratar de crear una empresa totalmente polaca para la producción de camiones y otros vehículos utilitarios. Luego, la empresa sería dividida en dos -La STAR Trucks Sp. y la banca de inversión "Invest STAR SA"- A fines de 1999, el accionista principal de "Camiones STAR" sería ya el grupo alemán MAN AG. Después de la adquisición por años antes de una pequeña participación dentro de la anterior, hasta dicho momento la "Star" producía más que camiones. Primeramente, eran sus propios diseños, que luego se tornarían en modelos con una gran compartimentación de partes y diseños de la productora de camiones del grupo MAN, como las cabinas y diversos componentes motores. El 1 de agosto de 2003, la fusión entre "MAN" y "Camiones Star Sp. z oo" y la planta de carrocerías "MAN Bus Polonia Sp. z oo."  causaría la desaparición finalmente de la marca polaca. En esta forma el conglomerado alemán pasó a ejercer un mayor control y sería fundada "MAN STAR Camiones & Buses Sp." con su base de operaciones situada en Sady, en las cercanías de Poznan. En este mismo año, en Starachowice inicia la producción de componentes de carrocerías y del chasis para la planta de buses en Sady y la ciudad de Salzgitter. En 2004, la planta en Starachowice sería certificada bajo las normas ISO 9001-2000.
La caída continua en los niveles de producción de camiones, predispusieron el final de periodos de producción por miles; llegando a unos pocos de cientos por año, así en el 2004 las labores de dicha planta serían trasladadas a la planta de Steyr, propiedad de la MAN en Austria, y que anteriormente era conocida como la Steyr-Daimler-Puch wagonfahrzeug A.G.. La planta de Starachowice retuvo solamente la producción de partes para diseños de camiones locales y la producción de semovientes para el ejército y varios servicios del estado (como por ejemplo los camiones para los guardabosques).
En el año 2006 sería finalizada totalmente la producción de camiones. Ahora dichas instalaciones de Starachowice producen en la actualidad las carrocerías para los buses y los trolebuses así como de varios componentes para los camiones del grupo MAN. Por ejemplo, en un breve momento después de la compra de la anterior por MAN, en las instalaciones se hicieron los sistemas de cableado de los camiones en uso.
La marca "Star" se usó tan solo en Polonia para las ventas de los camiones producidos por la Steyr en Austria, en la anterior planta de la Steyr; ahora propiedad de la firma MAN AG.
El 9 de enero de 2009, se elimina de la razón social de la firma "Camiones y buses MAN Star" el nombre "Star" y pasa a llamarse desde entonces sólo como "MAN Bus Sp. Z oo.", con esto se dio el fin formal a la marca y de la historia de la firma "Star".

## Productos de la FSC Star
La FSC "Star"' produjo en su tiempo los siguientes modelos de camiones:
- Star N50 (prototipo)
- Star N51 (prototipo)
- Star N52 - (1952–1957)
- Star 20 - (1948–1957)
- Star 21 - (1957–1960)
- Star 25 - (1960–1971)
- Star 27 - (1962–1971)
- Star 28 - (1968–1989)
- Star 29 - (1968–1983)
- Star 66 - (1958–1965)
- Star 200 - (1975–1994)
- Star 244 - (1975–2000)
- Star 266 - (1973–2000)
- Star 266M - (2001–2006)
- Star 660 - (1965–1983)
- Star 742 - (1990–2000)
- Star 744 - (1992–2000)
- Star 944 - (2000–2006)
- Star 1144 (prototipo)
- Star 1266 (prototipo)
- Star 1344 (prototipo)
- Star 1366 (prototipo)
- Star 1142 - (1986–2000)
- Star 1466 - (2001–2006)
- Star 8.125 - (1998–2000)
- Star 12.155 - (1998–2000)
- Star Series S2000 - (2000–2004)

La familia de camiones S2000 comprende los siguientes modelos: 
- 8117
- 10157
- 12157
- 12227
- 13227
- 14227
- 15227

Esta serie de camiones es idéntica a la línea de camiones MAN L2000. En los años 2004 a 2007 La serie FSC Star S2000 también fueron producidos en Austria. En las instalaciones austriacas se produjeron algunas partes para la familia de motores S42 y otros componentes mecánicos como los ejes de transmisión, así como se hicieron componentes para compañías externas, como la Autosan.

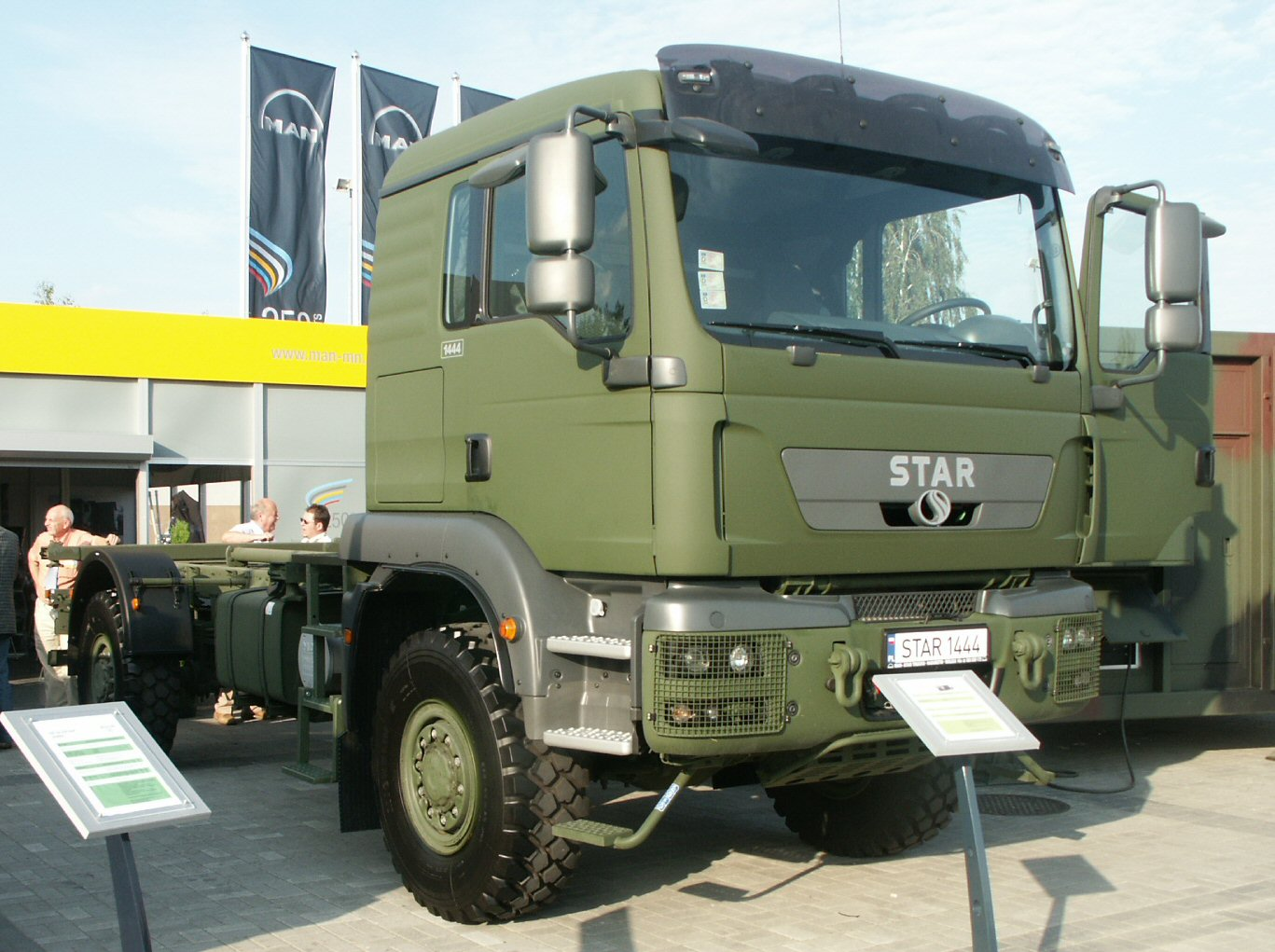
Un camión Star 1444
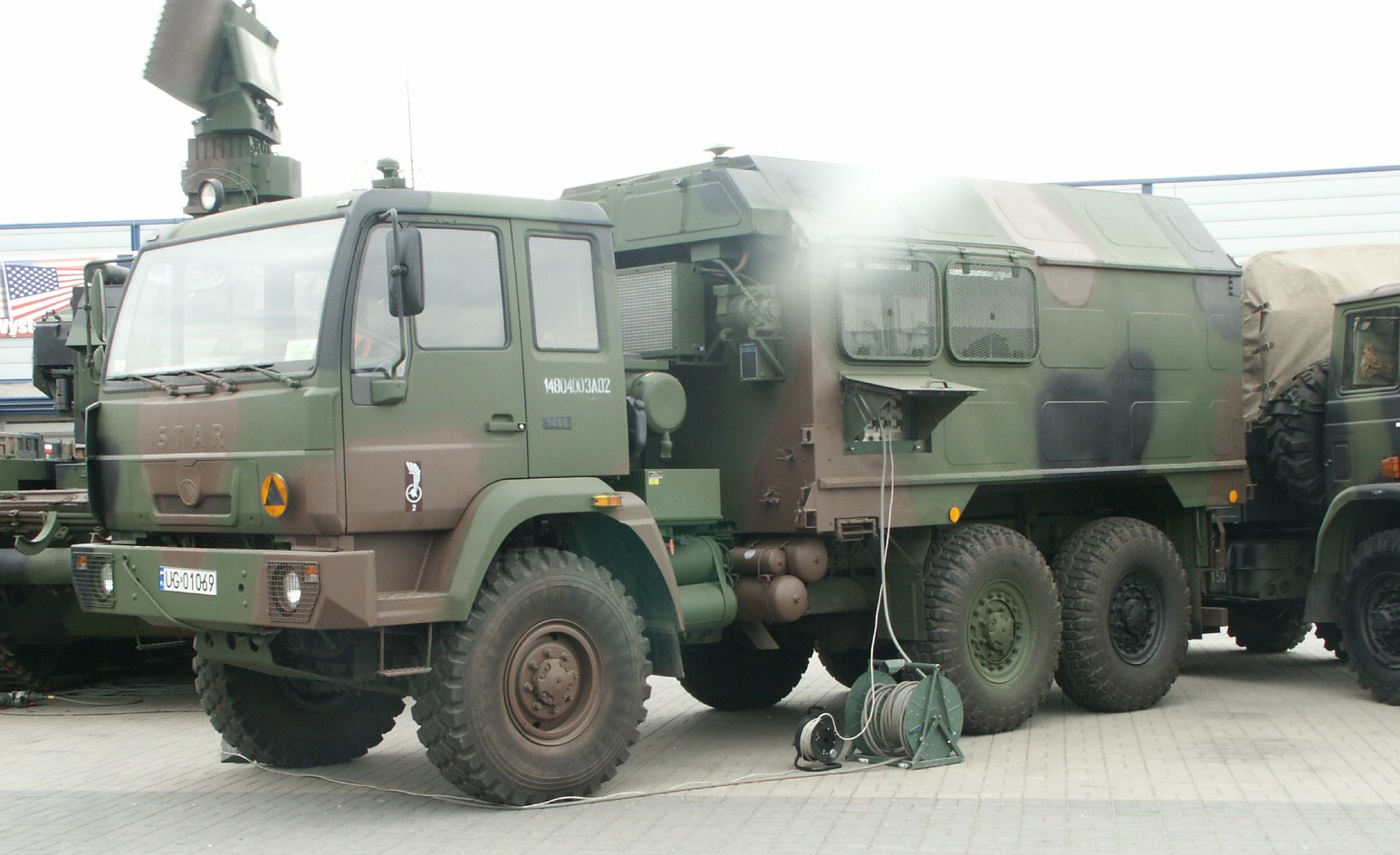
Un camión Star 1166
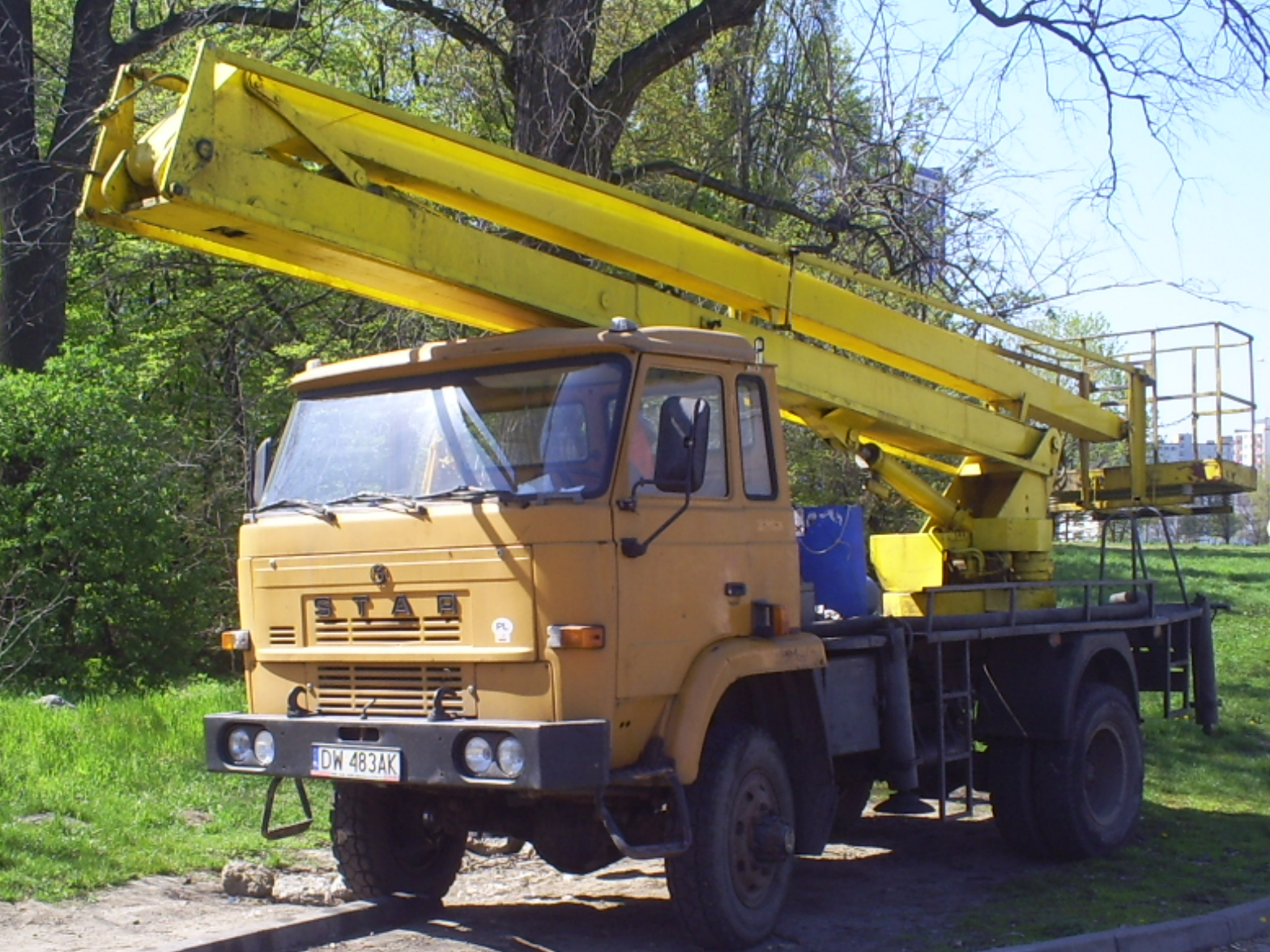
Un camión Star 244 (tracción 4X4)
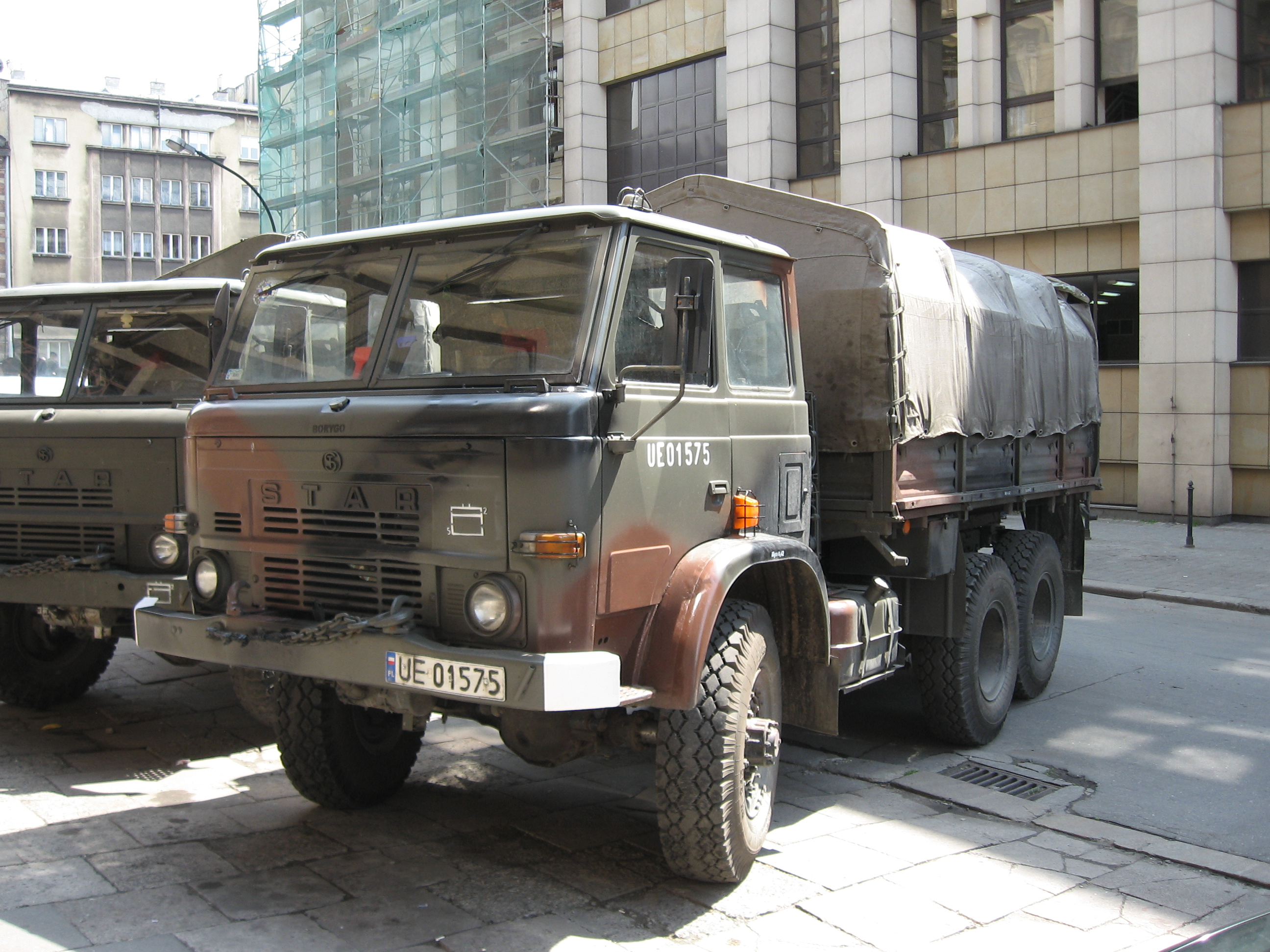
Un camión Star 266 (con tracción 6X6)
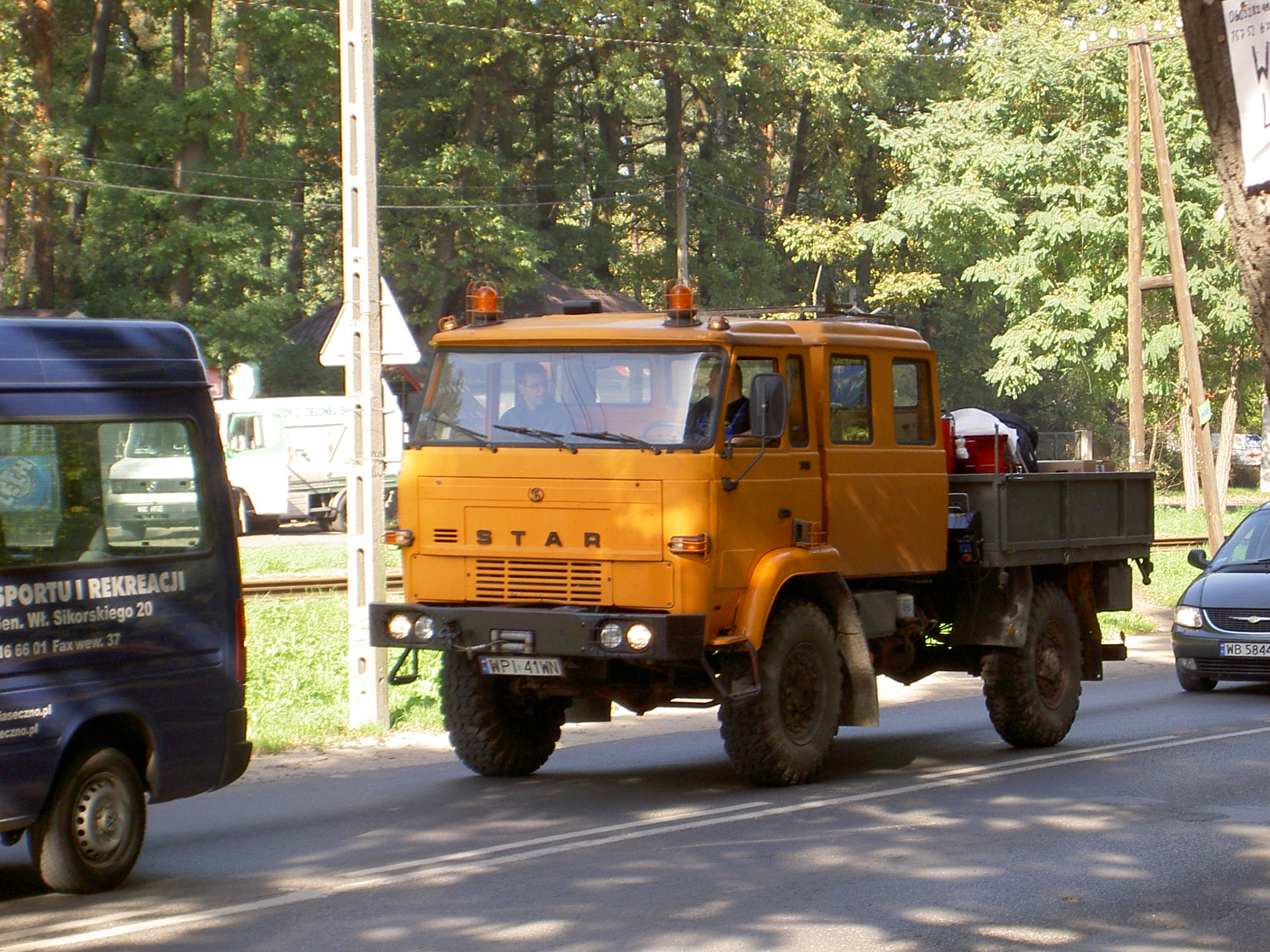
Un camión Star 744
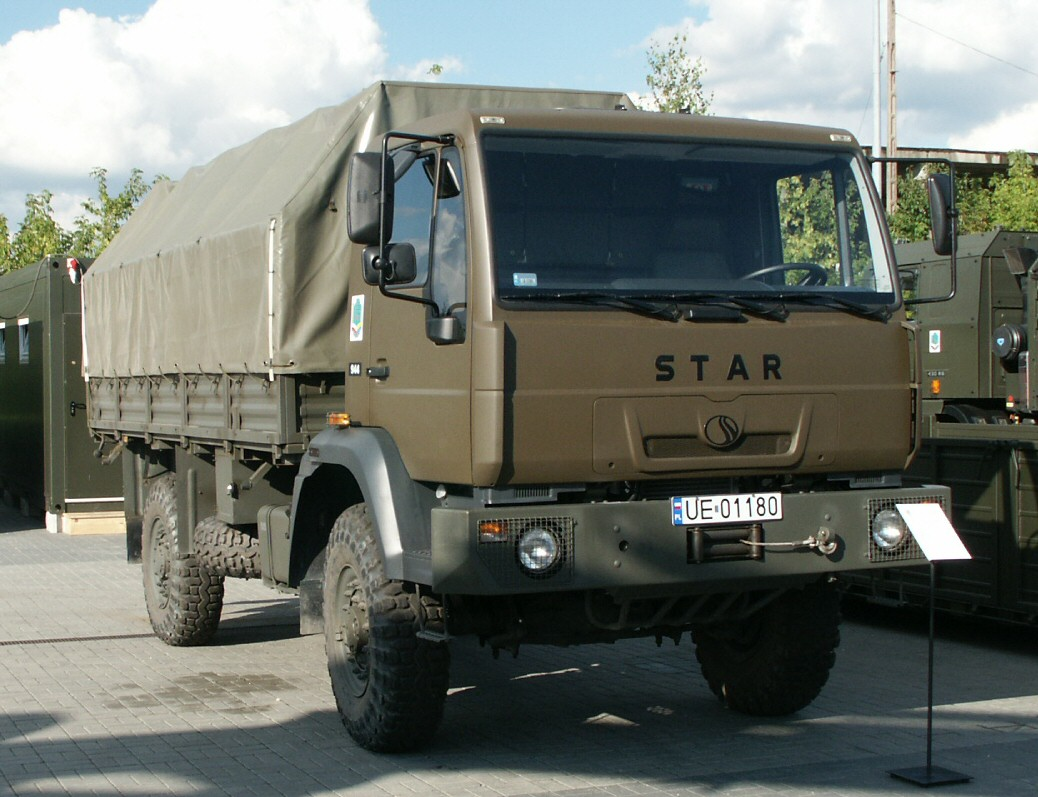
Un camión Star 944
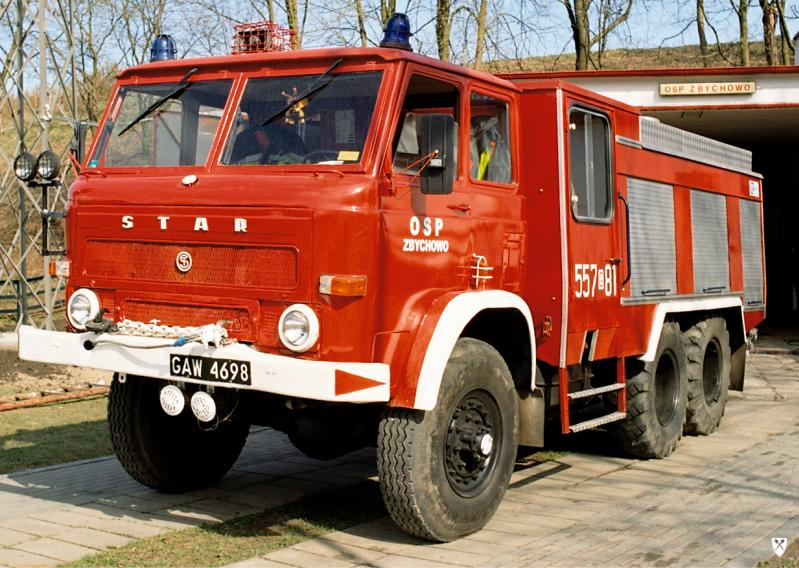
Máquina de bomberos Star 266
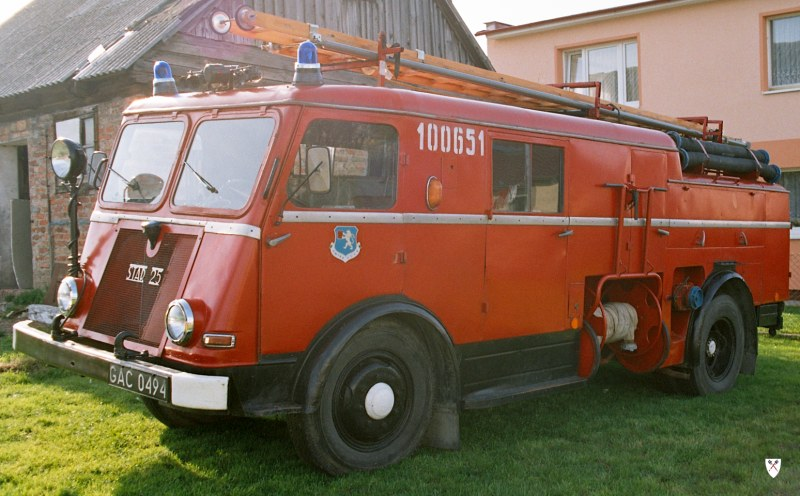
Máquina de bomberos Star 25, modelo 1971.
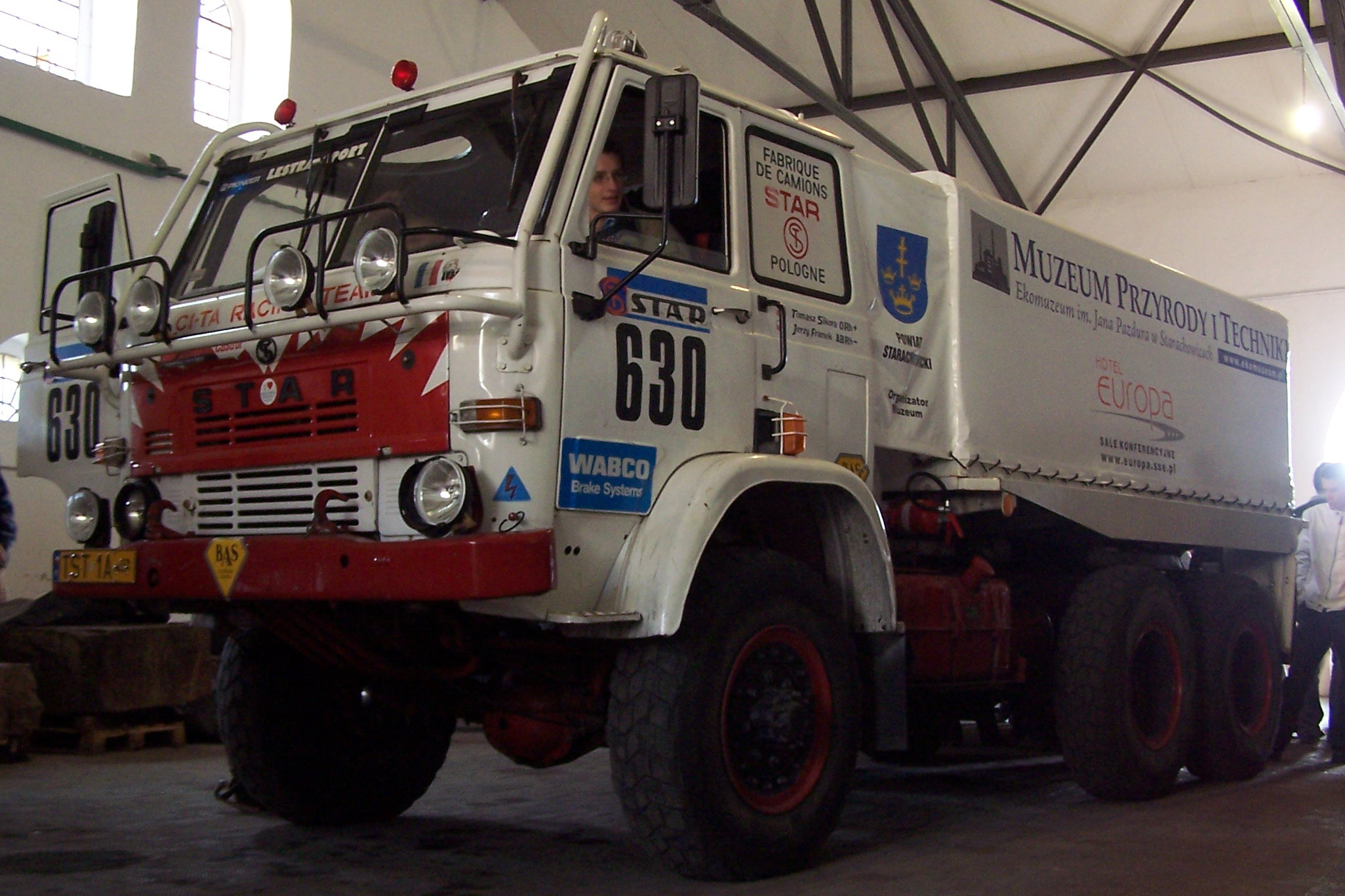
Un camión Star 266, en el Rally Paris-Dakar.